# Raión de Haisyn
Raión de Haisyn (en ucraniano: Гайсинський район) es un raión o distrito de Ucrania en el óblast de Vinnytsia. La capital es la ciudad de Haisyn.
Comprende una superficie de 5674,2 km².

## Demografía
Según estimación 2021 contaba con una población total de 240 271 habitantes.

## Otros datos
El código KOATUU es 520800000. El código postal 23700 y el prefijo telefónico +380 4334.